# Stationsarzt
Ein Stationsarzt ist ein approbierter Arzt, dem in einem Krankenhaus die Betreuung der Patienten auf einer Bettenstation obliegt. Üblicherweise handelt es sich um einen Assistenzarzt, gelegentlich auch um einen Facharzt mit abgeschlossener Facharztausbildung. Zuweilen sind mehrere Ärzte für die Betreuung einer Station zuständig. Vereinzelt kümmert sich auch ein Stationsarzt um mehrere Stationen einer Fachabteilung. Der Stationsarzt führt die Patientenaufnahme in medizinischer Hinsicht aus, legt die Medikation während des stationären Aufenthalts fest, ordnet unter anderem Blutentnahmen zur Labordiagnostik sowie apparative Diagnostik an und plant Behandlungen. Dabei arbeitet er eng mit dem Pflegefachpersonal der Station zusammen, mit dem er, unter anderem über die Patientenakte, kommuniziert. Zur Verlaufsbeurteilung und Information seiner Patienten führt er Visiten durch. Die direkte Aufsicht wird durch einen Oberarzt ausgeübt, mit dem der Stationsarzt üblicherweise täglich alle Patienten bespricht, zum Beispiel im Rahmen einer gemeinsamen Visite oder Kurvenvisite. Bei Entlassung des Patienten schreibt der Stationsarzt den Arztbrief an den weiterbehandelnden Arzt, in der Regel den Hausarzt.